# مامادو كييتا
مامادو كييتا (بالفرنسية: Mamadou Keita)‏ هو مبارز بالسيف سنغالي، ولد في 18 نوفمبر 1984 في السنغال.

## وصلات خارجية
- مامادو كييتا على موقع الاتحاد الدولي للمبارزة (الإنجليزية)
- مامادو كييتا على موقع اللجنة الأولمبية الدولية (الإنجليزية)
- مامادو كييتا على موقع أوليمبيديا (الإنجليزية)